# Reprezentacja Hitry w piłce nożnej mężczyzn
Piłkarska reprezentacja Hitry w piłce nożnej – zespół, reprezentujący Hitrę (Norwegia), jednak nie należący do FIFA, ani UEFA.

## Mecze międzynarodowe
| Data       | Miejsce   | Drużyna | Wynik  | Rywal     |
| ---------- | --------- | ------- | ------ | --------- |
| 29.06.1997 | Jersey    | Hitra   | 0 - 8  | Anglesey  |
| 01.07.1997 | Jersey    | Hitra   | 0 - 4  | Wight     |
| 03.07.1997 | Jersey    | Hitra   | 1 - 2  | Szetlandy |
| 04.07.1997 | Jersey    | Hitra   | 1 - 4  | Frøya     |
| 27.06.1999 | Gotlandia | Hitra   | 1 - 12 | Gotlandia |
| 28.06.1999 | Gotlandia | Hitra   | 0 - 13 | Man       |
| 29.06.1999 | Gotlandia | Hitra   | 1 - 4  | Szetlandy |
| 01.07.1999 | Gotlandia | Hitra   | 2 - 1  | Saaremaa  |

## Kadra
- ARNTSEN Frode
- BLICHFELDT Kare Christian
- BLICHFELDT Bror
- FISKVIK Marius
- FJELDVÆR Martin
- FREDRIKSEN Morten S.
- GLÖRSTAD Oystein
- GLÉRSTAD Jimmy
- GLØRSTAD John Gunnar
- HALTLAND Andreas
- HALVORSEN Stig Roar
- HAUGEN Havard
- KRISTOFFERSEN Jan
- LERVIK Roe-Vidar
- LUND Rune Ödegård
- SAETHERBÖE Kjell Arne
- SELVÅG Stig Nidar
- SIVERTSEN Stein Olav
- VIGDAL Ola Johan